# Bivacco di Punta Venezia
Il Bivacco di Punta Venezia anche noto semplicemente come Bivacco Venezia è un bivacco situato nel comune di Crissolo (CN), a 3080 m s.l.m nelle Alpi Cozie in particolare nei pressi di Punta Venezia del Gruppo del Monviso.

## Storia
Il bivacco è un ex bivacco militare che viene ristrutturato e curato dalla sezione del CAI di Cavour. La sezione ha ristrutturato il bivacco nel 1991, come è riportato da una targa in legno sulla facciata, e poi lo ha riverniciato nel 2008 quando ha anche allocato all'interno del bivacco una targa commemorativa per ricordare un loro socio scomparso.

## Caratteristiche
Il bivacco è sito a circa 3080 m s.l.m. appena sotto la cima rocciosa della Punta Venezia da cui prende il nome il bivacco. Si tratta di una costruzione metallica con tetto a botte, internamente rivestita e rinforzata in legno. All'interno ci sono due cuccette con le coperte. Il bivacco è sempre aperto durante tutto l'anno.

## Accessi
Il bivacco si raggiunge sulla via che porta alla vetta di Punta Venezia. Tale via parte dal Colle del Coulour del Porco, raggiungibile sia dal versante italiano che dal versante francese. Il percorso ha difficoltà di tipo alpinistico, con una valutazione generale F.

## Ascensioni

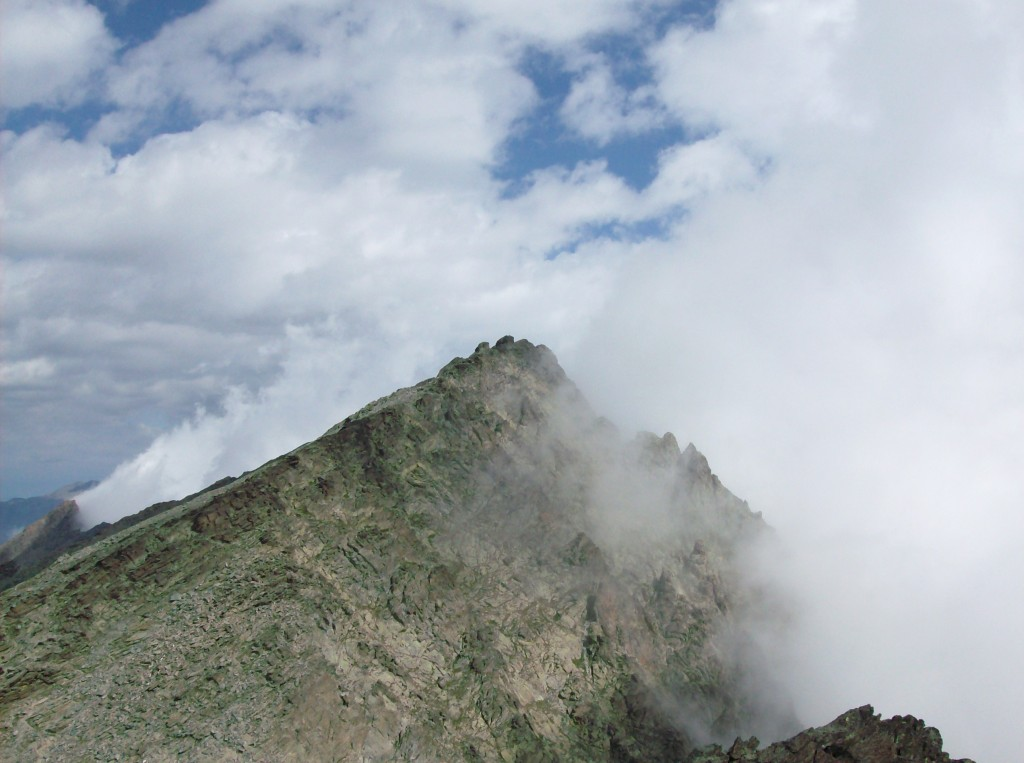
Punta Venezia vista da Punta Udine

- Punta Venezia (3095 m s.l.m.)